# Dvoboj (Čehov)
Dvoboj (rusko Дуэль, latinizirano: Duél') je povest Antona Pavloviča Čehova, ki je prvič izšla leta 1891 v časopisu Novoje vremja (»Novi čas«).

## Zgodba
Osrednja lika novele sta Nadežda Fjodorovna in državni uradnik Ivan Lajevski, ljubimca, ki iz Sankt Peterburga pobegneta v Abhazijo na južnem Kavkazu. Tam se naselita v majhnem kraju, kjer se hitro razve, da je Nadežda poročena z drugim moškim. V mestecu, kjer so morala in družbene vrednote na prvem mestu, nista dobro sprejeta, k njuni nepriljubljenosti pa veliko pripomore hvalisavi Lajevski, ki so od znancev v mestu sposoja denar. Svojih dolgov ne plačuje redno in se kar naprej vrti v krogu laži. Poleg tega se njegova ljubezen do Nadežde ohladi, ta pa si najde dva druga kavalirja, ki se potegujeta za njeno naklonjenost. Nadeždin mož je medtem v Sankt Peterburgu umrl, Nadežda pa se po njegovi smrti ne želi ponovno poročiti. Lajevski gre še posebej na živce zoologu Nikolaju von Korenu, ki Lajevskega primerja z bacilom, ki ga je potrebno odstraniti. Spor se nadaljuje tako dolgo, da si možaka napovesta dvoboj.
Pred dvobojem se Lajevski odloči, da ne bo streljal na von Korena, in namerno zgreši. Von Koren pa je sicer nameraval ubiti Lajevskega, a ga je pred strelom zmotil duhovnik, zaradi česar je njegov strel zgrešil. Dvoboj se je tako končal brez prelivanja krvi, življenje Lajevskega in Nadežde pa je temeljito spremenil. Lajevski se ponovno zaljubi v Nadeždo, s katero se nato poroči, von Koren pa pred odhodom iz mesta Lajevskemu prizna, da je v spremenjeni obliki prijeten mož, ki bo lahko bil njegov prijatelj. 